# Alberto (antipapa)
Alberto fue antipapa de 1101 a 1102.
Fue elevado de forma ilegítima al trono de San Pedro en enero de 1101, con el apoyo del emperador Enrique IV, para reemplazar a Teodorico y así oponerse al papa Pascual II.
Alberto al igual que Teodorico (en el 1100 al 1102) y posteriormente Silvestre IV intentaron en vano mantener una rebeldía en contra de Pascual II, papa desde 1099, incluso después hasta que Enrique IV les quitó su apoyo, puesto que quería la paz.